# A1 Telekom Austria Group
Telekom Austria AG, anteriormente denominado Telekom Austria Group, es la mayor empresa de telecomunicaciones de Austria y es activa también a nivel internacional. Telekom Austria AG es el holding del grupo y desde 2000 cotiza en la bolsa de Viena. Esencialmente compite y opera estratégicamente en el mercado austriaco bajo la marca A1 Telekom Austria aunque algunos operadores de telefonía móvil en Europa Oriental y Meridional son filiales del grupo.

## Historia
El más temprano predecesor de Telekom Austria, la compañía estatal K.K Post- und Telegraphenverwaltung (PTV), fue fundada en 1887 cuando todos los servicios de telefonía y correo en Austria-Hungría fueron asumidos por el Estado. Después de la I Guerra Mundial, la parte austríaca de la compañía se convirtió simplemente en Post- und Telegraphenverwaltung. 
En 1996, con la promulgación de la Les de Reestructuración Postal, PTV fue reestructurada como una corporación pública, Post-und Telekom Austria AG (PTA AG).  Solo dos años después, el sector de las telecomunicaciones fue enteramente desregulado y PTA fue dividida, en donde la parte de telefonía se convirtió en Telekom Austria. La compañía fue enteramente privatizada en 2000 y listada en las bolsas de Viena y Nueva York. En 2007 dejó de cotizar en la bolsa de Nueva York.
En junio de 2000, la compañía America Movil invirtió cerca de 15 millones de euros en cambiar su marca comercial a Jet2Web. Sin embargo, Jet2Web no tuvo éxito en el mercado, siendo percibida por muchos como poco fiable. El nuevo nombre fue rechazado en 2002, y el nombre comercial Telekom Austria fue nuevamente reavivado, con un nuevo logotipo.
En junio de 2006, la compañía fue dividida en la compañía holding Telekom Austria Group, con la red pública de telefonía convirtiéndose en Telekom Austria FixNet AG (en 2007 renombrada Telekom Austria TA AG). Con esto, Telekom Austria FixNet AG se convirtió en sociedad hermana de la también filial Mobilkom Austria AG.
Ambas fueron fusionadas en 2010 para formar Telekom Austria. Las filiales extranjeras de Mobilkom Austria fueron transferidas al holding de la compañía, así que A1 Telekom Austria solo se ocuparía del mercado austriaco.
En 2011, se hicieron públicos delitos menores de los directores de la compañía entre 2004 y 2006, lo que provocó la erupción de un escándalo conocido como Telekom-Affäre.

## Empresa
El Grupo Telekom Austria emplea cerca de 16.500 empleados y tiene una facturación de cerca de 4.800 millones de euros. El objetivo de la impresa son servicios de telecomunicación fija y móvil, nacionales e internacionales, incluso para redes de datos para empresas, internet e informática.
Telekom Austria TA AG (telefonía fija) y Mobilkom Austria AG (telefonía móvil) antes de la fusión eran líderes del mercado de telecomunicaciones austriaco en sus respectivos segmentos. En 2010 fueron fusionadas en Telekom Austria TA AG y tomaron el nombre comercial A1 Telekom Austria.
El grupo de empresas del holding austriaco incluye también las siguientes sociedades filiales:
- Bulgaria (A1 Bulgaria)
- Bielorrusia (A1)
- Croacia (A1 Hrvatska)
- Eslovenia (A1 Slovenija)
- Serbia (VIP mobile)
- Macedonia del Norte (VIP Operator)
- Liechtenstein (mobilkom Liechtenstein).

## Accionistas
A pesar de los esfuerzos para acelerar la privatización de la empresa estatal a partir de la ley sobre participaciones estatales del 2000, actualmente el 72% de las acciones son capital flotante público y el mayor accionista viene a ser la empresa America Movil, mientras que el restante 28% de Telekom Austria AG continua en posesión de la República de Austria a través del holding estatal ÖIAG. Más del 36% de las acciones (incluido ÖIAG) están en manos austriacas, y otro 15% en manos estadounidenses.
A 2012, cerca del 50% de las acciones son de cotización pública (incluyendo acciones de los empleados y autocartera). Cerca del 28% pertenece al Estado austriaco mediante ÖIAG (Österreichische Industrieholding), y cerca del 51% es de América Móvil, tanto directamente como a través de su subsidiaria holandesa América Móvil Europa B.V.

## Dirección
La dirección de Telekom Austria AG está formada por 
- Alejandro Plater - director general (administración de los segmentos de comunicaciones fijas y móviles)
- Siegfried Mayrhofer - director financiero y vicedirector general